# Abdoul Karim Sidibé
Abdoul Karim Sidibé – malijski piłkarz grający na pozycji obrońcy. W swojej karierze rozegrał 3 mecze w reprezentacji Mali.

## Kariera klubowa
W swojej karierze piłkarskiej Sidibé grał w klubie Djoliba AC.

## Kariera reprezentacyjna
W reprezentacji Mali Sidibé zadebiutował 23 lutego 1994 roku w zremisowanym 0:0 towarzyskim meczu z Ghaną, rozegranym w Bamako. W tym samym roku został powołany do kadry na Puchar Narodów Afryki 1994. Na tym turnieju rozegrał jeden mecz, półfinałowy z Zambią (0:4). Z Mali zajął 4. miejsce. W kadrze narodowej rozegrał 3 mecze, wszystkie w 1994.